# Droga ekspresowa S5 (Polska)

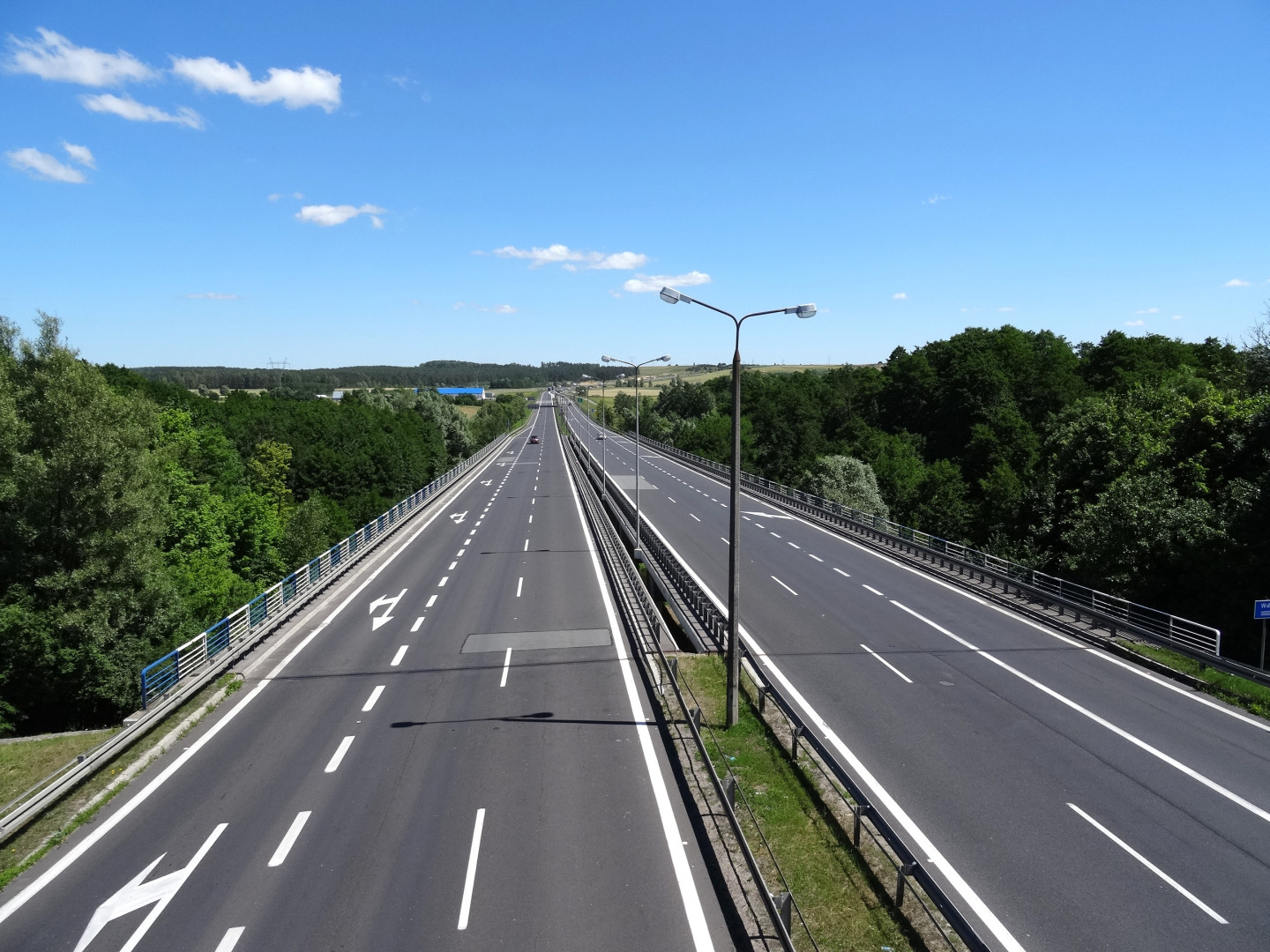
Droga ekspresowa S5, obwodnica Świecia (2015)

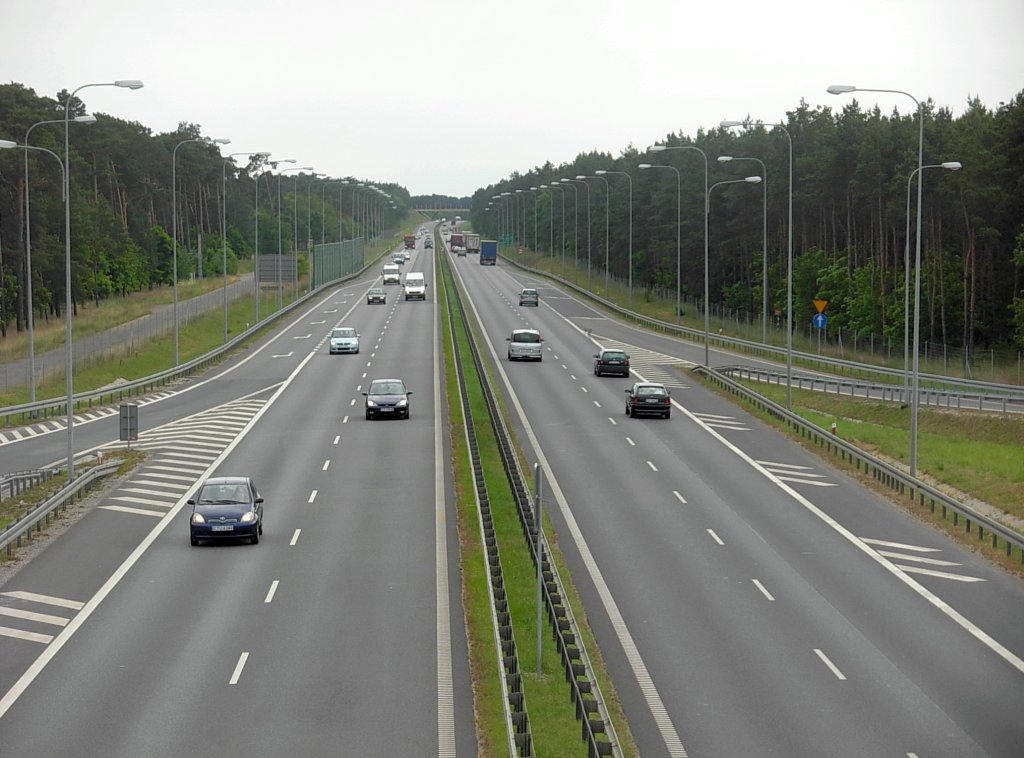
Droga ekspresowa S5, wyjazd z Bydgoszczy na południe, między węzłami Lotnisko a Bydgoszcz Południe (poza docelowym przebiegiem S5)

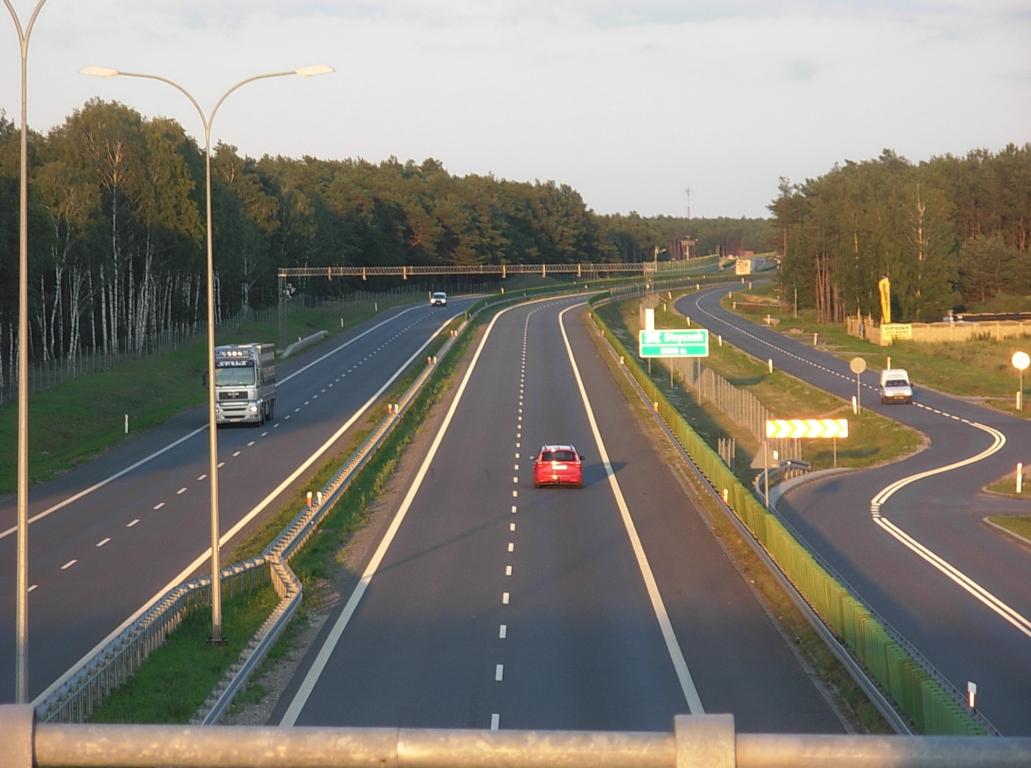
Droga ekspresowa S5/S10 na odcinku między węzłami Bydgoszcz Południe i Bydgoszcz Błonie, stanowiąca fragment południowej obwodnicy Bydgoszczy (poza docelowym przebiegiem S5)

Droga ekspresowa S5 – budowana etapami polska droga ekspresowa o przebiegu południkowym: S7 (Ostróda, węzeł Ostróda Południe) – A8 (Wrocław) – S3 (Bolków). Droga połączy Olsztyn, autostradę A1 (węzeł Nowe Marzy) oraz Bydgoszcz, Poznań i Wrocław. Lokalnie stanowi m.in. wschodnią obwodnicę Poznania, a także północno-zachodnią obwodnicę Bydgoszczy. Razem z A2, A1, S8, S3 oraz czeską D11 utworzy najszybszą trasę pomiędzy Warszawą a Pragą.
Pierwotnym przebiegiem trasy zdefiniowanym przez rozporządzenie Rady Ministrów w sprawie sieci autostrad i dróg ekspresowych z dnia 15 maja 2004 był odcinek Nowe Marzy (A1) – Wrocław (A8).
Całość drogi na tym odcinku ma zostać ukończona do 2022 roku, a koszt realizacji brakujących odcinków może sięgnąć 11 mld zł.
29 października 2015 zostało opublikowane rozporządzenie wydłużające planowany przebieg trasy z Grudziądza do Ostródy. 24 września 2019 zostało opublikowane rozporządzenie wydłużające planowany przebieg trasy z Wrocławia do Bolkowa (S3). Obecnie planowane poprowadzenie arterii jest analogiczne do przebiegu zlikwidowanej w 1985 roku drogi międzynarodowej E83.
Trasa na odcinku między węzłami Bydgoszcz Opławiec a Maksymilianowo objęta jest zakazem wjazdu dla pojazdów mogących skazić wodę; z zakazu wyłączone są pojazdy obsługi stacji uzdatniania wody oraz składu wojskowego w Osówcu. Odcinek ten można ominąć drogą wojewódzką nr 244.

## Istniejące odcinki

### ObwodnicaOstródy
Długość: 8,7 km. Wykonawca konsorcjum Budimexu i Ferrovial Agroman. Umowę podpisano 15 czerwca 2015. Od 22 grudnia 2017 roku obwodnica jest przejezdna na jednej jezdni, natomiast prace trwały do wiosny 2018 roku, kiedy oddano do użytku drugą jezdnie i wprowadzono docelową organizację ruchu. Aktualnie odcinek oznaczony jako S5/DK16.

### Ornowo–Wirwajdy
Długość: ok. 5 km. Umowę z firmą Budimex S.A. podpisano 28 kwietnia 2020 roku. W ramach kontraktu powstanie węzeł Ostróda Zachód, cztery wiadukty oraz dwa przejścia dla dużych zwierząt. Wykonawca ma 31 miesięcy na wykonanie zadania. Droga ekspresowa S5 Ornowo - Wirwajdy została 22 grudnia 2022 udostępniona do ruchu. Odcinek uzupełnia południową obwodnicę Ostródy. Odcinek oznaczony jako S5/DK16.

### Nowe Marzy–Świecie Południe(d. Dworzysko)
Długość - 23,3 km. Odcinek oddano do użytku na zasadzie przejezdności w sierpniu 2022 roku, zaś stałą organizację ruchu wdrożono 22 grudnia 2022 roku.

### Świecie Południe(d. Dworzysko) –Bydgoszcz Północ(d. Aleksandrowo)
Długość - 22,4 km – w czerwcu 2022 roku na zasadzie przejezdności oddano do ruchu odcinek pomiędzy węzłami Bydgoszcz Północ a Trzeciewiec. Następnie w październiku 2022 roku pozostały fragment odcinka udostępniono kierowcom na zasadzie przejezdności, zaś stałą organizację ruchu wdrożono 22 grudnia 2022 roku.

#### BydgoszczPółnoc(d. Aleksandrowo) –Bydgoszcz Opławiec(d. Tryszczyn)
Długość: 14,1 km. Odcinek zbudowany przez konsorcjum firm Intercor i Trakcja; oddany do użytku 31 grudnia 2019.

#### Bydgoszcz Opławiec–Bydgoszcz Zachód
Odcinek o długości 6,3 km oddano do użytku 31 grudnia 2020.

#### Bydgoszcz Zachód–Bydgoszcz Błonie
Odcinek o długości 7,2 km oddano do użytku 31 grudnia 2020; niniejszy odcinek ma wspólny przebieg z drogą ekspresową S10.

### Bydgoszcz Błonie–Szubin
Długość: 9,7 km – do końca 2019 roku, w czerwcu 2019 zerwano kontrakt z Impresa Pizzarotti przy zaawansowaniu robót wynoszącym 39%, a w sierpniu 2019 rozpisano nowy przetarg; w styczniu 2020 nowym wykonawcą zostało konsorcjum firm Kobylarnia i Mirbud za kwotę nieco ponad 359 mln zł przy kosztorysie GDDKiA opiewającym na ok. 60 mln zł mniej. Podpisanie umowy nastąpiło 13 marca 2020, a nowym terminem realizacji był koniec 2021; jednak odcinek udostępniono do ruchu już 30 października 2021. Pomimo oddania trasy do użytku, prace wykończeniowe trwały na niej do 2022 roku, m.in. przy węźle Rynarzewo, który ostatecznie oddano do użytku 1 czerwca 2022 roku.

### Szubin–ŻninPółnoc(d. Jaroszewo)
Długość: 19,3 km – otwarcie jednej jezdni planowane pierwotnie na przełom stycznia i lutego 2020 uległo opóźnieniu i nastąpiło 26 lutego 2020, co stało się możliwe po udzieleniu pomocy przeżywającemu od końca 2018 trudności finansowe głównemu wykonawcy (Trakcja) przez drugi podmiot z konsorcjum (Intercor, koncentrujący dotąd swoje prace na obwodnicy północnej Bydgoszczy) i realizacji węzła Żnin Północ, warunkującego uruchomienie obwodnicy tego miasta. Z uwagi na budowę drugiej jezdni prędkość na tym odcinku ograniczono do 70 kilometrów na godzinę, a w obrębie jednopoziomowych skrzyżowań i przejść dla pieszych do 50 kilometrów na godzinę. Drugą jezdnię udostępniono do ruchu 12 października 2020. 21 grudnia 2020 udostępniono wszystkie relacje na węźle Szubin Północ.

#### Żnin Północ(d. Jaroszewo) –Mieleszyn
Długość: 25,1 km. Odcinek zbudowany przez konsorcjum firm Kobylarnia i Mirbud. Odcinek oddano do użytku 23 grudnia 2019.

#### Mieleszyn–GnieznoPołudnie
Węzeł Mieleszyn (dawniej Mielno) – Gniezno Południe o długości 18,5 km. 14 czerwca 2013 ogłoszono przetarg na realizację tego odcinka; 30 kwietnia 2014 otwarto oferty; podpisanie umowy z wykonawcą planowano w III kwartale 2014 r., natomiast faktycznie nastąpiło 3 grudnia. Wykonawcą zostało wybrane konsorcjum Budimex. Wartość umowy wyniosła 476,34 mln zł brutto. Okres realizacji: 22 miesiące (bez okresów zimowych). Planowane zakończenie budowy miało nastąpić w lipcu 2017, lecz odcinek otwarto przed tym terminem – 4 maja 2017.

#### Gniezno Południe–PoznańWschód
Długość: 35 km. Jest to tzw. wschodnia obwodnica Poznania; początkowo otwarta na zasadzie przejezdności; pikietaż tymczasowy rozpoczyna się na jezdniach węzła Gniezno Południe; ostatni słupek ma numer 346 i stoi przy granicy odcinka administrowanego przez GDDKiA; z tego miejsca do przecięcia z A2 (w. Poznań Wschód) jest ok. 900 m. Odcinek oddano do użytku 4 czerwca 2012.

#### Poznań Zachód–Wronczyn

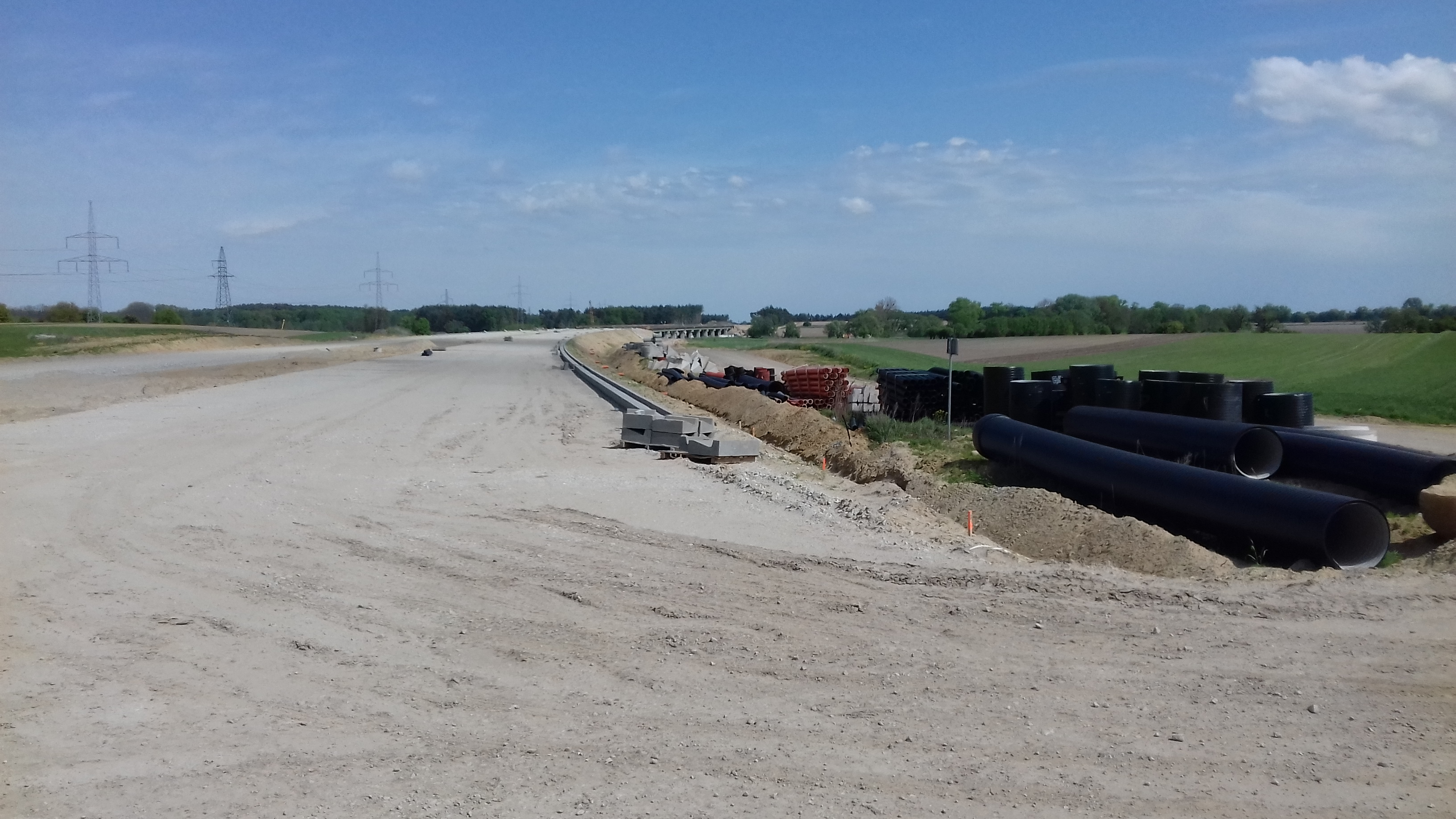
Budowa mostu nad doliną Samicy Stęszewskiej w ciągu drogi ekspresowej S5 (stan na maj 2018)

Poznań Zachód (d. Głuchowo) (A2) – Wronczyn, 16,0 km – przetarg na budowę ogłoszono 30 października 2013, pierwotny termin oddania: listopad 2017 r. 30 lipca 2015 podpisano umowę na budowę tego odcinka. Wykonawcą zostało wybrane konsorcjum firm Toto Construzioni Generali z Włoch oraz Vianini Lavori S.p.A z Rzymu, które miało 22 miesiące na realizację zadania nie wliczając okresów zimowych (tj. od 15 grudnia do 15 marca). Umowa opiewała na ponad 529 mln zł. Planowane otwarcie odcinka miało nastąpić w połowie maja 2018. W związku z opóźnieniami na budowie wykonawca przesunął datę oddania drogi do użytku i zadeklarował zakończenie wszystkich prac przed końcem 2018 roku.
30 grudnia 2018 roku na całej długości odcinka otwarto jedną jezdnię bez możliwości opuszczenia drogi na węzłach pośrednich (Konarzewo oraz Stęszew), a także wszystkie relacje węzła Mosina oraz wcześniej nieczynne relacje na węźle Poznań Zachód. Planowane oddanie do użytku drugiej jezdni miało nastąpić w połowie 2019 roku. 7 czerwca firma TOTO poinformowała jednak GDDKiA o wypowiedzeniu umowy. GDDKiA deklarowała wolę oddania obu jezdni w standardzie drogi ekspresowej w IV kwartale 2019 r. Odcinek oficjalnie otwarto 14 grudnia 2019 roku.

#### Wronczyn–KościanPołudnie
Długość – 18,6 km. 19 marca 2015 – ogłoszono przetarg w trybie „Zaprojektuj i Zbuduj’. Umowę podpisano 13 kwietnia 2016, a wykonawcą została firma BUDIMEX S.A. W grudniu 2017 roku wydano decyzję administracyjną zezwalającą na rozpoczęcie robót budowlanych. Planowanym terminem oddania do ruchu około 19-kilometrowego odcinka drogi S5 był III kwartał 2019 r. Ostatecznie, aneksem nr 2 do umowy z 24 lipca 2019 r., zmieniono termin zakończenia inwestycji na 4 stycznia 2020 r.
Odcinek oficjalnie otwarto 14 grudnia 2019.

#### Kościan Południe–Radomicko
Długość: 16 km. Umowę podpisano 12 kwietnia 2016. Wykonawca – firma Mota–Engil Central Europe S.A z siedzibą w Krakowie miał 32 miesiące od daty zawarcia umowy na realizację zadania. Koszt zadania miał wynieść ponad 303 mln zł brutto. Zadanie nie zostało wykonane w planowanym pierwotnie terminie, a w dniu 20 grudnia 2018 podpisano aneks do umowy zmieniający datę zakończenia inwestycji na dzień 18 października 2019. Odcinek oficjalnie otwarto 14 grudnia 2019 roku.

#### Radomicko–LesznoPołudnie
Długość: 19 km. Przetarg ogłoszono 30 czerwca 2015 r. Umowę podpisano 16 maja 2016. Określony w niej czas na wykonanie prac wynosił 22 miesiące (bez okresów zimowych), zatem zakończenie budowy i oddanie drogi do ruchu miało nastąpić we wrześniu 2018 roku. Z uwagi na opóźnienia termin ukończenia odcinka przesunął się na IV kwartał 2018. Odcinek oddano do użytku 9 listopada 2018.

#### Leszno Południe–Kaczkowo
Długość: 9,5 km. Umowę podpisano 6 maja 2016. Wykonawca (firma Budimex) na realizację zadania miał 20 miesięcy od daty zawarcia umowy. Koszt zadania wyniósł 189,1 mln zł brutto. Planowanym terminem ukończenia odcinka był październik 2018 roku. Fragment oddano do użytku 5 października 2018.

#### Kaczkowo–WrocławPółnoc
Łączna długość odcinka wynosi 77,3 km. Budowę odcinka podzielono na dwa zadania:
- Odcinek Kaczkowo – Korzeńsko: długość 29,3 km. Umowa z wykonawcą została podpisana 30 lipca 2010, zerwana z winy wykonawcy 21 czerwca 2013; nowa umowa na dokończenie prac podpisana 21 lutego 2014[63], a odcinek został oddany do użytku 15 września 2014[63][64].
- Odcinek Korzeńsko – Wrocław Północ: długość 48 km. Podzielono go na trzy zadania, na których realizację ogłoszono przetarg. Termin składania ofert minął 6 sierpnia 2013; 31 lipca 2014 podpisano umowę na projekt i budowę 15-kilometrowego fragmentu drogi ekspresowej S5 Korzeńsko – Żmigród; 10 września podpisano umowę na projekt i budowę 20-kilometrowego odcinka od miejscowości Marcinowo do węzła Wrocław Północ (A8); 12 września podpisano umowę na projekt i budowę 13-kilometrowego fragmentu drogi miejscowości Krościna do wysokości miejscowości Marcinowo. Planowano zakończenie budowy wszystkich trzech odcinków w III i IV kwartale 2017 roku[65].

6 listopada 2017 oddano do użytku zadanie 1 (od Korzeńska do km 123+700) o długości 14,942 km. 6 tygodni przed terminem oddano także 4,3-kilometrowy fragment zadania 2 (od km 123+700 do węzła Krościna). 22 grudnia 2017 oddano do użytku pozostałą część drogi, tym samym zamykając jej docelowy przebieg na terenie województwa dolnośląskiego (Marcinowo – węzeł Wrocław Północ).
Pierwotnie węzeł Wrocław Północ był projektowany jako koniczynka, bez połączenia z wrocławskimi ulicami Sułowską (fragment drogi wojewódzkiej nr 359) i Żmigrodzką (droga krajowa nr 5 oraz trasa europejska E261)

## Historia budowy drogi S5 w województwie kujawsko-pomorskim

### Nowe Marzy–Mieleszyn
Odcinek węzeł Nowe Marzy – węzeł Mieleszyn (dawniej w. Mielno) tworzy 7 odcinków o łącznej długości 128 km. Pierwotnie planowano poprowadzenie trasy przez centrum Bydgoszczy i Osielska, jednakże od koncepcji tej odstąpiono. 23 września 2014 Generalna Dyrekcja Dróg Krajowych i Autostrad w Bydgoszczy ogłosiła przetarg na wyłonienie wykonawców na budowę i projektowanie odcinków drogi ekspresowej S5: Nowe Marzy – Dworzysko (23,3 km), Dworzysko – Aleksandrowo (22,4 km) i Jaroszewo – granica województwa kujawsko-pomorskiego (25,1 km); 1 października 2014 zostało ogłoszone postępowanie przetargowe w trybie „zaprojektuj i zbuduj” na odcinki: Aleksandrowo – Tryszczyn (14,7 km), Tryszczyn – Błonie (d. Białe Błota) (13,5 km), Białe Błota – Szubin (9,7 km) i Szubin – Jaroszewo (19,3 km). W lipcu 2015 otwarto oferty w przetargach. W złożonych ofertach potencjalni wykonawcy zadeklarowali gotowość realizacji powyższych odcinków za kwotę:
- Nowe Marzy – Świecie Południe (d. Dworzysko) – od 374 do 613 mln zł; wykonawcą została włoska firma Impresa Pizzarotti&C.SpA
- Świecie Południe (d. Dworzysko) – Bydgoszcz Północ (d. Aleksandrowo) – od 409 do 712 mln zł; wykonawcą została włoska firma Impresa Pizzarotti&C.SpA
- Bydgoszcz Północ (d. Aleksandrowo) – Tryszczyn – od 369 do 491 mln zł; wykonawcą zostało konsorcjum polskich firm Intercor i Trakcja
- Tryszczyn – Białe Błota – od 328 do 476 mln zł; wykonawcą zostało hiszpańsko-polskie konsorcjum Polaqua i Dragados[70][71].

W sierpniu 2015 wybrano wykonawców. Łączna wartość przewidzianych robót wynosiła 2,5 mld zł. 12 października 2015 podpisano umowy na budowę wszystkich odcinków. Budowa rozpoczęła się na początku 2017 r. z zamiarem ukończenia wszystkich odcinków w 2019 r. W lutym 2017 podpisano umowy na wykonanie badań archeologicznych. Przewidywano budowę 2 jezdni o 2 pasach ruchu o szerokości 3,5 m z pasem awaryjnym o szerokości 2,5 m. W związku z budową tego odcinka Skarb Państwa przejęło około 3500 nieruchomości. Budowa odcinka Białe Błota – Szubin kosztować miała 260 mln zł (wykonawcą odcinka została włoska firma Impresa Pizzarotti&C.SpA), Szubin – Jaroszewo 352 mln zł (wykonawca: Trakcja i Intercor), a Jaroszewo – granica woj. wielkopolskiego 422 mln zł (wykonawca: konsorcjum Kobylarnia i Mirbud; ostatecznie koszt wzrósł do 425 mln zł). 11 kwietnia 2017 roku wojewoda kujawsko-pomorski wydał Zezwolenia na Realizację Inwestycji Drogowej (ZRID) dla Odcinka 6 i 7 drogi ekspresowej S5. Decyzja ZRID umożliwiła przejęcie nieruchomości pod budowaną drogę i rozpoczęcie procedury odszkodowawczej. Wykonawca odcinka 6 (Szubin-Jaroszewo) i odcinka 7 (Jaroszewo – granica województwa) mógł w związku z tym rozpocząć prace niezwłocznie po przekazaniu placu budowy przez inwestora (Generalną Dyrekcję Dróg Krajowych i Autostrad Oddział w Bydgoszczy), co dla odcinka nr 6 nastąpiło 5 czerwca 2017. 1 czerwca 2017 wydano zezwolenie na realizację odcinka Aleksandrowo – Tryszczyn, a 9 czerwca przekazano wykonawcy plac budowy. 3 listopada 2017 wydano ostatnią brakującą decyzję na realizację odcinka S5 od węzła Tryszczyn do Białych Błot.
W związku z budową odcinka Szubin – Żnin konieczne się stało przesunięcie betonowego bunkra, wchodzącego w skład polskiej pozycji obronnej z 1939, przebiegającej wzdłuż linii jezior żnińskich. W 2009 ten 150-tonowy obiekt, znajdujący się dotąd przy 82,4 km drogi krajowej nr 5 w miejscowości Wąsosz, został częściowo odsłonięty przez pasjonatów. W początku lutego 2018 został przemieszczony w kierunku wschodnim na odległość 34 m, poza pas budowanej drogi ekspresowej. W celu wykorzystania walorów turystycznych obiektu, który będzie zlokalizowany przy drodze dojazdowej, powstanie przy nim specjalna zatoka parkingowa.
Pod budowę S5 w województwie kujawsko-pomorskim zajęto 3885 działek, w tym 272 zabudowane. W trakcie badań archeologicznych poprzedzających budowę znaleziono zabytki datowane na czasy najwcześniejszego osadnictwa, tj. sprzed pięciu tysięcy lat p.n.e. W miejscowości Wiąg konieczna była ekshumacja tysiąca osób, pochowanych na cmentarzu ewangelickim, które przeniesiono na dalszą część cmentarza.
Prognozowane daty oddania do użytku poszczególnych realizacyjnych odcinków:
- odc. 1 Nowe Marzy – Dworzysko (23,3 km) – do końca 2019 roku[22], w czerwcu 2019 zerwano kontrakt przy zaawansowaniu robót sięgającym 23%. Po ponownym wyborze wykonawcy, odcinek ten oddano do użytku na zasadzie przejezdności w sierpniu 2022 roku[16], zaś stałą organizację ruchu wdrożono 22 grudnia 2022 roku[17];
- odc. 2 Dworzysko – Aleksandrowo (22,4 km) – do końca 2019 roku[22], w czerwcu 2019 zerwano kontrakt przy zaawansowaniu robót wynoszącym prawie 30%. Po ponownym wyborze wykonawcy, w czerwcu 2022 roku na zasadzie przejezdności oddano do ruchu odcinek pomiędzy węzłami Bydgoszcz Północ a Trzeciewiec[18]. Następnie w październiku 2022 roku pozostały fragment odcinka udostępniono kierowcom na zasadzie przejezdności[19], zaś stałą organizację ruchu wdrożono 22 grudnia 2022 roku[17]
- odc. 3 Bydgoszcz Północ (d. Aleksandrowo) – Bydgoszcz Opławiec (d. Tryszczyn) (14,7 km) – 31 grudnia 2019 i tego terminu dotrzymano[83], choć aneksy z GDDKiA umożliwiały prowadzenie prac do połowy 2020;
- odc. 4 Tryszczyn – Białe Błota (13,5 km) – oddany do użytku 31 grudnia 2020[84]. Zgodnie z ostatnim aneksem do umowy miało to nastąpić 2 grudnia 2020[85] (termin przesunięty z czerwca 2020, przy czym pierwotnym terminem otwarcia był maj 2019); wykonawca deklarował zakończenie prac w końcu 2019[86][87], jednak ostatecznie doszło wtedy tylko do przełożenia ruchu między Białymi Błotami a Lisim Ogonem na nowo wybudowaną jezdnię zachodnią[88]
- odc. 5 Białe Błota – Szubin (9,7 km) – do końca 2019 roku[22], w czerwcu 2019 zerwano kontrakt z Impresa Pizzarotti przy zaawansowaniu robót wynoszącym 39%, a w sierpniu 2019 rozpisano nowy przetarg; w styczniu 2020 nowym wykonawcą zostało konsorcjum firm Kobylarnia i Mirbud za kwotę nieco ponad 359 mln zł przy kosztorysie GDDKiA opiewającym na ok. 60 mln zł mniej[23]. Podpisanie umowy nastąpiło 13 marca 2020[24][25], a nowym terminem realizacji był koniec 2021[26]; jednak odcinek udostępniono do ruchu już 30 października 2021[27][28][29]. Pomimo oddania trasy do użytku, prace wykończeniowe trwały na niej do 2022 roku, m.in. przy węźle Rynarzewo[30][31], który ostatecznie oddano do użytku 1 czerwca 2022 roku[32].
- odc. 6 Szubin – Żnin Północ (d. Jaroszewo) (19,3 km) – otwarcie jednej jezdni planowane pierwotnie na przełom stycznia i lutego 2020[33] uległo opóźnieniu i nastąpiło 26 lutego 2020[34], co stało się możliwe po udzieleniu pomocy przeżywającemu od końca 2018 trudności finansowe głównemu wykonawcy (Trakcja) przez drugi podmiot z konsorcjum (Intercor, koncentrujący dotąd swoje prace na obwodnicy północnej Bydgoszczy) i realizacji węzła Żnin Północ, warunkującego uruchomienie obwodnicy tego miasta. Z uwagi na budowę drugiej jezdni prędkość na tym odcinku ograniczono do 70 kilometrów na godzinę, a w obrębie jednopoziomowych skrzyżowań i przejść dla pieszych do 50 kilometrów na godzinę[35]. Drugą jezdnię udostępniono do ruchu 12 października 2020[36]. 21 grudnia 2020 udostępniono wszystkie relacje na węźle Szubin Północ[37].
- odc. 7 Żnin Północ (d. Jaroszewo) – gr. województwa (25,1 km) – 12 sierpnia 2019, przesunięty następnie na 31 października 2019[89][90]. Ostatecznie odcinek oddany został do ruchu w dniu 23 grudnia 2019[91], z tym, że prace wykończeniowe potrwają do kwietnia 2020; znajduje się na nim 16 obiektów inżynierskich. Otwarcie odcinka stało się możliwe dzięki przejęciu roli lidera kontraktu sąsiedniego odcinka Szubin – Żnin Północ (d. Jaroszewo) od przeżywającej trudności finansowe Trakcji przez Intercor, który zapewnił przyspieszenie prac na węźle Żnin Północ, co warunkowało przejezdność całego odcinka[92].

W sierpniu 2018 podpisano aneksy wydłużające nawet o 200 dni termin realizacji inwestycji na wszystkich odcinkach w województwie kujawsko-pomorskim. Największe opóźnienia wystąpiły w Maksymilianowie, gdzie konieczne było przeprojektowanie wiaduktu nad liniami kolejowymi w celu usunięcia podpór pośrednich. Jako oficjalną przyczynę podano trudności związane z dostawami kruszyw, przedłużające się badania archeologiczne i wyjątkowo niekorzystne warunki meteorologiczne. W praktyce jednak od kwietnia 2019 Impresa Pizzarotti&C.SpA zaprzestała realizacji prac na budowanych przez siebie odcinkach, w wyniku czego 11 czerwca 2019 GDDKiA odstąpiła od umowy z wykonawcą. 27 sierpnia 2019 GDDKiA ogłosiła przetarg na realizację 2 odcinków między Nowymi Marzami a węzłem Bydgoszcz Północ (d. Aleksandrowo), które powinny zostać ukończone w ciągu 22 miesięcy, a więc najwcześniej na przełomie 2021/2022. Oferty na realizację tych odcinków otwarto 17 grudnia 2019. Najkorzystniejszą ofertę na budowę odcinka Świecie Południe – Bydgoszcz Północ złożyło konsorcjum firm Mirbud i Kobylarnia (ponad 583 mln zł, termin realizacji 23 sierpnia 2022), z którym zawarto umowę 23 kwietnia 2020 (wykonawcy wystąpili jednak o przedłużenie tego terminu do końca 2022), natomiast 4 dni później zawarto umowę z firmą Budimex na realizację odcinka Nowe Marzy – Świecie Południe kosztem 567 mln zł, z terminem realizacji 27 sierpnia 2022. 22,5-kilometrowy odcinek między węzłami Świecie Południe w Dworzysku i Bydgoszcz Północ w Aleksandrowie wymaga postawienia 12 obiektów mostowych (wiaduktów, przejść dla zwierząt i kładek dla pieszych) oraz węzłów w Grucznie, Pruszczu i Trzeciewcu. 28 kwietnia 2021 udostępniono jedną z dwóch nowych jezdni między Niewieścinem a Zbrachlinem.

## Odcinki planowane

### Grudziądz – Ostróda
30 września 2015 podjęto decyzję iż droga S5 zostanie wydłużona do Ostródy. Długość odcinka będzie wynosić ok. 100 km. Opracowywane jest dla niego Studium Korytarzowe. 7 maja 2021 Resort Infrastruktury zatwierdził program budowy odcinka łączącego Ostródę z Grudziądzem.
13 marca 2025 roku. na posiedzeniu Zespołu Oceny Przedsięwzięć Inwestycyjnych (ZOPI) wskazano preferowany do realizacji wariant drogi ekspresowej S5 z okolic Ostródy do Grudziądza (Wirwajdy - Nowe Marzy). W posiedzeniu ZOPI wzięli udział przedstawiciele Ministerstwa Infrastruktury oraz samorządowcy z woj. kujawsko-pomorskiego i warmińsko-mazurskiego. Na podstawie wyników analizy wielokryterialnej ZOPI wskazano jako najkorzystniejszy wariant W1A z węzłami Sarnowo (A1), Radzyń Chełmiński, Świecie nad Osą po stronie woj. kujawsko-pomorskiego oraz W4 z węzłami Mierzyn, Biskupiec, Iława Południe i Franciszkowo po stronie woj. warmińsko-mazurskiego. Kolejnym, finalnym krokiem oceny dokumentacji będzie planowane posiedzenie Komisji Oceny Przedsięwzięć Inwestycyjnych (KOPI) przy Generalnym Dyrektorze Dróg Krajowych i Autostrad. Podobnie jak w przypadku ZOPI, udział w nim wezmą pracownicy GDDKiA, projektanci opracowujący dokumentację oraz przedstawiciele instytucji zewnętrznych zainteresowanych ocenianą inwestycją. 
KOPI przeprowadzane zostanie w celu akceptacji dokumentacji. Protokół z posiedzenia KOPI stanowić będzie podsumowanie części posiedzenia z udziałem interesariuszy zewnętrznych oraz części technicznej, na której omawiane są rozwiązania projektowe. W protokole KOPI rekomendowany jest wariant przebiegu inwestycji lub wariant rozwiązań technicznych do kolejnego etapu przygotowania inwestycji, w tym m.in. do złożenia wniosku o wydanie decyzji środowiskowej. Zostanie ona wydana w postępowaniu administracyjnym prowadzonym przez właściwego dla danej inwestycji regionalnego dyrektora ochrony środowiska. 

### Wrocław – Bolków
Odcinek został dodany do Programu Budowy Dróg 24 września 2019 r.
14 listopada 2024 złożono wniosek o wydanie decyzji o środowiskowych uwarunkowaniach. 
Droga będzie połączona węzłem z S8, który zlokalizowany będzie między Olbrachtowicami a Starym Zamkiem, oraz węzłem z S3.

### Inne koncepcje przedłużenia drogi
Zarząd Województwa Dolnośląskiego wyraził poparcie dla przedłużenia drogi S5 do przejścia granicznego w Boboszowie, gdzie miałaby przebiegać śladem planowanej za czasów III Rzeszy eksterytorialnej autostrady Wiedeń-Wrocław (po stronie czeskiej została w tym miejscu zaplanowana autostrada D43). Inwestycja ta co prawda nie znalazła się w programie rządowym, lecz o jej dopisanie zaapelował Zarząd Województwa Dolnośląskiego. Ostatecznie postulat ten został częściowo uwzględniony w rozporządzeniu jako droga S8 Wrocław – Kłodzko.

## Węzły z drogami klasy A i S
| Nazwa            | Drogi         | Miejscowość | Schemat | Typ                               | Wiadukty | Otwarto                                                      |
| ---------------- | ------------- | ----------- | ------- | --------------------------------- | -------- | ------------------------------------------------------------ |
| Ostróda Południe | S7E77 16      | Ostróda     |         | koniczynka                        |          |                                                              |
| Nowe Marzy       | A1E75 91      | Nowe Marzy  |         | podwójna trąbka                   |          |                                                              |
| Bydgoszcz Zachód | S10 80        | Pawłówek    |         | koniczynka                        | 5        | 31 grudnia 2020, 21 maja 2021 (otwarcie brakujących łącznic) |
| Bydgoszcz Błonie | S10 223       | Białe Błota |         | koniczynka                        | 4        | 2009                                                         |
| Poznań Wschód    | A2E30         | Nagradowice |         | trąbka                            | 2        | 4 czerwca 2012                                               |
| Poznań Krzesiny  | A2E30 S11 433 | Poznań      |         | koniczynka                        | 2        | 2003                                                         |
| Poznań Zachód    | A2E30 S11     | Głuchowo    |         | podwójna trąbka                   | 6        | 4 czerwca 2012                                               |
| Wrocław Północ   | A8E67 5E261   | Wrocław     |         | trąbka z dodatkowymi połączeniami |          | 15 lipca 2011, 22 grudnia 2017 (po przebudowie)              |